# قصر قمشه
قصر قمشه، شهرکی در منطقه ۱۰ شهر شیراز است.

## جمعیت
این شهرک در شهرستان شیراز قرار دارد و براساس سرشماری مرکز آمار ایران در سال ۱۳۸۵، جمعیت آن ۱۰٬۸۹۰ نفر (۲٬۵۹۴خانوار) بوده است.